# 鹿島俊雄
鹿島 俊雄（かしま としお、1907年5月2日 - 1995年11月4日）は、日本の歯科医師、政治家。郵政大臣（第34代）参議院議員（3期、自由民主党）。東京歯科大学理事長、日出学園理事、医学博士。

## 来歴・人物
1933年、東京歯科医学専門学校を卒業。
1959年、日本歯科医師連盟をバックにして全国区から第5回参議院議員通常選挙に立候補し当選。1963年、科学技術政務次官に就任。その後1965年、1971年の参院選でも全国区で当選した。1974年11月、第2次田中角栄第2次改造内閣の郵政大臣として初入閣。しかし、この内閣は田中金脈問題で28日後に総辞職をし、鹿島はその後再入閣することがなかったため、わずか29日間しか閣僚を経験することができなかった。
1977年、政界引退。同年秋の叙勲で勲一等瑞宝章受章。
1995年11月4日死去、88歳。死没日をもって従三位に叙される。
派閥は水田三喜男派。日出学園理事の鹿島隆雄は息子。